# Haedropleura
Haedropleura là một chi ốc biển, là động vật thân mềm chân bụng sống ở biển trong họ Turridae.

## Các loài
Các loài thuộc chi Haedropleura bao gồm:
- Haedropleura flexicosta Monterosato, 1884[3]
- Haedropleura forbesi Locard, 1891[4]
- Haedropleura ima (Bartsch, 1915)[5]
- Haedropleura pygmaea (Dunker, 1860)[6]
- Haedropleura secalinum (Philippi, 1844)[7]
- Haedropleura septangularis (Montagu, 1803)[8]
- Haedropleura summa Kilburn, 1988[9]